# انویژن
انویژن (انگلیسی: Envision) شرکت مراقبت سلامت آمریکایی است، که در سال ۲۰۱۶ تأسیس شد.